# Stroß
Der Stroß ist ein 1039 m ü. A. hoher Berg im Grazer Bergland im österreichischen Bundesland Steiermark. Er liegt in den Gemeinden Mortantsch und Naas im Nahbereich der Bezirksstadt Weiz und ist über Wanderwege erreichbar.

## Lage und Umgebung
Der etwa von Nordnordwest nach Südsüdost verlaufende Bergrücken des Stroß erstreckt sich zwischen den Durchbruchstälern von Raab (Raabklamm) und Weizbach (Weizklamm). Er schließt südlich an den Sattelberg an, von dem ihn die Ortschaften Dürntal und Gschaid trennen. Rund um den Berg führen Gemeindestraßen, die (im Uhrzeigersinn) die Ortsteile Schachen, Dürntal, Gschaid bei Weiz, Windhab, Affental, Birchbaum (Gemeinde Naas), Zattach, Haselbach bei Weiz und Hart (Gemeinde Mortantsch) miteinander verbinden. Der größtenteils waldbedeckte Mittelgebirgsrücken im Weizer Bergland ist Teil des Landschaftsschutzgebiets Gebiete des Almenlandes, der Fischbacher Alpen und des Grazer Berglandes (LSG-41).

## Geologie und Geomorphologie
Der Stroß gehört dem Grazer Paläozoikum an, unterscheidet sich im Aufbau aber von der nördlich verlaufenden Gebirgsschwelle, indem er eine geologische Einheit mit dem jenseits des Weizbachtales gelegenen Hirschkogel bildet. Der ansonsten für das Gebiet charakteristische Schöcklkalk taucht in diesem Bereich unter eine mächtige Decke Arzberger Schichten, Kalkschiefer, plattige graue bis graugelbe Kalke mit Einschaltungen von Grüngesteinen (vor allem am Südabfall des Stroß), gelblich-sandige Kalke, Dolomite, Rauchwacken und gelbbraune quarzitische Sandsteine ab. Helmut Flügel vermutete in den Gesteinen des Stroß-Hirschkogel-Zuges eingefaltete Reste der Rannach-Fazies über der inversen Tonschiefer-Striatoporenkalk-Schöcklkalk-Folge. Für die lokale Wasserversorgung bedeutende Karstwässer werden unter dieser „Schiefermulde“ hindurchgepresst.
Typisch für das Grazer Bergland zeigen sich am Stroß unterschiedliche Verebnungsflächen, wodurch die Abhänge vielfach gestuft erscheinen. Die Gebirgsrandflur um 630 bis 700 m ü. A. ist durch Überstreuung mit Geröll und Häufung von Dolinen gekennzeichnet und lässt sich in der näheren Umgebung unter anderem auch im Passailer Becken und bei Landscha feststellen. Weitere Niveaus befinden sich zwischen 800 und 850 sowie zwischen 1000 und 1100 m.

## Aufstieg

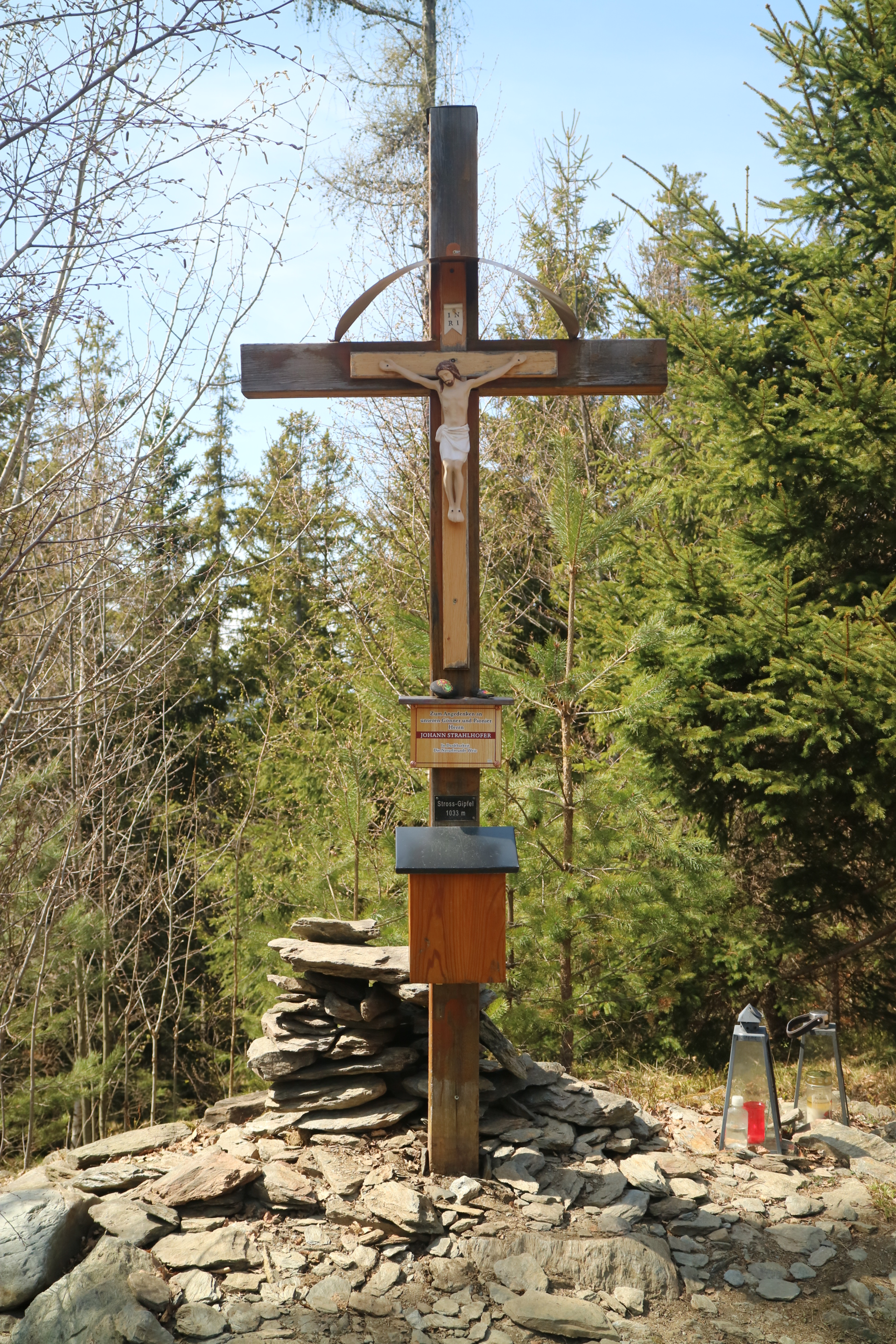
Das Stroßkreuz

Der Stroß ist aus mehreren Richtungen auf Wanderwegen erreichbar. Aufgrund des dichten Straßennetzes bieten sich zahlreiche Ausgangspunkte, so zum Beispiel der Dürntalwirt im Ortsteil Schachen. Der schnellste Aufstieg zum Stroßkreuz erfolgt in etwa 30 Minuten von Gschaid bei Weiz (864 m). Die nächsten per öffentliche Verkehrsmittel erreichbaren Ausgangspunkte für eine Wanderung auf den Stroß sind Naas (538 m) mit rund 1½ Stunden sowie Göttelsberg (533 m) und Weiz (479 m) mit jeweils 2 bis 2½ Stunden Gehzeit. Kombiniert werden kann der aus allen Richtungen unschwierige Aufstieg ab Haselbach oder Schachen mit einer Wanderung durch die Raabklamm oder ab Schachen bzw. Gschaid mit einer Rundtour über den Naaser Höhlenweg zu Grasslhöhle und Katerloch.
Das von den Naturfreunden Weiz errichtete Stroßkreuz (1033 m) mit Gipfelbuch und Sitzgelegenheit steht auf einer kleinen Lichtung etwa 100 Meter nordwestlich des eigentlichen Gipfels. Dieser ist durch einen Steinmann und einen trigonometrischen Punkt markiert.